# (185641) Judd
(185641) Judd est un astéroïde de la ceinture principale.

## Description
(185641) Judd est un astéroïde de la ceinture principale. Il fut découvert le 5 mars 2008 à Wrightwood par James Whitney Young. Il présente une orbite caractérisée par un demi-grand axe de 2,63 UA, une excentricité de 0,02 et une inclinaison de 2,8° par rapport à l'écliptique.

## Compléments